# دبیرستان امام خمینی (تبریز)
دبیرستان امام خمینی یا مدرسه جوادی یکی از مدرسه‌های قدیمی تبریز است که در کوی مهران، در خیابان شریعتی تبریز واقع شده است. محل این مدرسه در گذشته، محل «گورستان آقا علی» بود. 

## پیشینه
در سال ۱۳۳۲ خورشیدی، در پی توافق شهرداری تبریز، اداره اوقاف، استانداری و اداره فرهنگ تبریز، در مورد واگذاری تمام گورستان‌های متروکه داخل شهر، برای احداث مدارس به اداره فرهنگ شهرستان تبریز، «گورستان آقا علی» در همان سال محل احداث یک باب مدرسه شد. در آن زمان، این مدرسه به نام «دبستان جوادی» با سرمایه و هزینه «جعفر جوادی دهخوارقانی»، مدیر عامل سازمان شیر و خورشید سرخ ایران، شعبه آذربایجان ساخته شده و پس از انقلاب ۱۳۵۷، مدرسه جوادی توسعه یافته و به نام «دبیرستان امام خمینی» نامگذاری شد.